# دانشگاه ایالتی کالیفرنیا در نورتریج

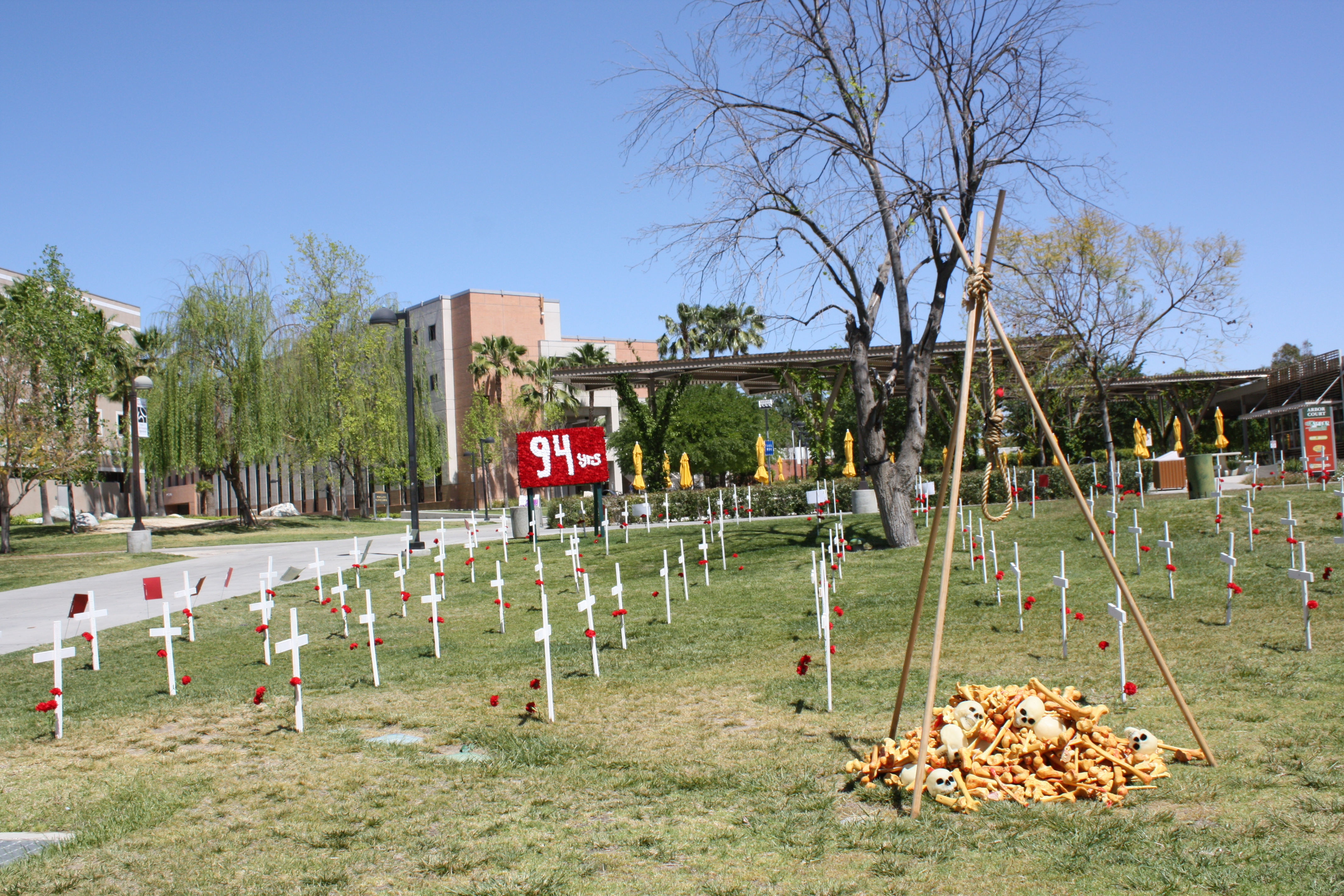
یادبود ۹۴مین سالگرد نسل‌کشی ارمنی‌ها در دانشگاه ایالتی کالیفرنیا در نورتریج (۲۰۰۹)

دانشگاه ایالتی کالیفرنیا در نورتریج(به انگلیسی: California State University, Northridge) یک دانشگاه عمومی است که در «سان فرناندو ولی» در محدود شهری «لس آنجلس» قرار دارد و یکی از مجموعه دانشگاه‌های سیستم آموزشی کالیفرنیا می‌باشد. این دانشگاه در سال ۱۹۵۸ با عنوان «کالج دولتی سان فرناندو ولی» تأسیس شد که در سال ۱۹۷۲ نام آن به «دانشگاه ایالتی کالیفرنیا در نورتریج» تغییر یافت.
از فارغ التحصیلان ایرانی که در این دانشگاه تحصیل کرده‌اند می‌توان به محمود سریع‌القلم در رشته علوم سیاسی اشاره نمود.